# Мартынова, Татьяна Викторовна
Татья́на Ви́кторовна Марты́нова (Херсо́нская; род. 8 июня 1952, Кокчетав) —русский прозаик, поэтесса, художница-иллюстратор.
Родилась 8 июня 1952 г. в казахстанской ссылке отца, г. Кокчетав, её родители — из Беларуси.
С 1975 г. живёт в Одессе.
В 1968—1975 гг. училась в Москве и Ленинграде (Санкт-Петербурге). Имеет два образования — экономист и психолог.
Первые стихи были опубликованы в 1975 г. в альманахе «Молодой Ленинград», стихи и рассказы печатались в журналах и альманахах России, Украины, США, Германии, Израиля: «Арион», «Октябрь», «Дерибасовская — Ришельевская», «Крещатик», «Артикль» и др.
Книги стихов «Свидание» (1996), «Столкновение» (2009) вышли в Одессе, Украина. Книга для детей и взрослых с авторскими иллюстрациями «Мурка тебе написала письмо!» (2006), написанная в соавторстве с Беллой Верниковой, издана в Израиле. Детские стихи с рисунками автора включены в антологию детской поэзии международного издатетельства Э.РА и представлены на специализированном сайте «Детки-74», Россия.